# Ričina
Ričina je rijeka u Hrvatskoj i Bosni i Hercegovini. Duga je 27,6 km, od toga 5,5 km u Hrvatskoj i 22,1 km u Bosni i Hercegovini. Izvire u jezeru Tribistovo i planini Oštrc. Ulijeva se u jezero Ričice.
U Bosni i Hercegovini prolazi kroz naselja Tribistovo, Posušje, Čitluk, Vinjani, Vir i Podbila. U Hrvatskoj protječe kroz naselja Gornji Vinjani i Ričice.